# Sport Ghiaccio Pontebba
Le Aquile FVG est un club de hockey sur glace de Pontebba en Italie. Il évolue en Serie A, l'élite italienne.

## Historique
Le club est créé en 1986 sous le nom de Sportivi Ghiaccio Pontebba. En 2007, il monte en Serie A, sa division actuelle. En 2010, le club change de nom pour celui de Aquile Friuli Venezia Giulia.

## Palmarès
- Vainqueur du Serie B: 2006.
- Vainqueur de la Coupe d'Italie: 2008.